# Liste von Personennamen in der Kiewer Rus
Die Liste von Personnamen in der Kiewer Rus führt Personennamen auf, die für die Zeit der Kiewer Rus (862–1240) erwähnt wurden.
Genannt werden auch jeweils die ersten bekannten Träger eines Namens.

## Unbekannte Herkunft
- Asmud - Asmud (um 945), Erzieher von Swjatoslaw I.

## Skandinavische Herkunft
- Igor - Igor ( -945), Fürst von Kiew
- Oleg - Oleg ( -912), Fürst von Kiew
- Olga (Helga) - Olga (10. Jhd.), Regentin von Kiew
- Rogneda (Ragnhilðr)
- Rogwolod (Ragnvalðr) - Rogwolod (-978), Fürst von Polozk
- Rurik (Hrerikr) - Rjurik ( -879), Fürst von Nowgorod
- Sineus  - Sineus ( -864), Fürst von Beloosero
- Sveneld (Sveinalðr)  - Sweneld (10. Jhd.), Heerführer
- Truwor  - Truwor ( -864), Fürst von Isborsk
- Gleb - Gleb (um 987–1015)

## Slawische Herkunft
- Blud
- Gostomysl - Gostomysl (9. Jhd.), Herrscher in Nowgorod
- Gjurjata  - Gjurjata (11. Jhd.) Statthalter von Nowgorod
- Dobrynja - Dobrynja (um 920-nach 975), Woiwode von Nowgorod
- Isjaslaw
- Jaropolk - Jaropolk I. ( -978), Fürst von Kiew
- Jaroslaw - Jaroslaw I. (um 979–1054), Großfürst von Kiew
- Ljut - Ljut (-975), Sohn von Sweneld
- Malka (Maluscha)  - Malka (vor 945-nach 960), Mutter von Wladimir dem Großen
- Mstislaw
- Ostromir
- Poljuda  - Poljuda (11. Jhd.), Statthalter von Nowgorod
- Stanislaw
- Sudislaw
- Swjatopolk
- Swjatoslaw - Swjatoslaw I. (942–972), Fürst von Kiew
- Wladimir (Vladimir)[1] - Wladimir I. (um 960–1015), Großfürst von Kiew
- Worobej
- Wseslaw
- Wsewolod (Vissavald)
- Wyscheslaw

## Bulgarische (turksprachige) Herkunft
- Boris - Boris (um 986–1015)

## Griechische Herkunft
Viele biblische Namen wie Gawriil, Ioann (Iwan), Ioakim, Michail, Sacharij sind hebräischer Herkunft. Sie wurden aber von der griechisch geprägten orthodoxen Kirche im Verlauf der Christianisierung verbreitet.
- Anna
- Anasthasia
- Elisabeth
- Fjodor (Theodoros)
- Kyrill - Kyrill I. ( -1035), Bischof von Kiew
- Nikolai (Mikula)
- Sacharij (Zacharias)
- Wassili (Basileios)

## Hebräische Herkunft
- Dawyd
- Ephrem (Ephraim) - Ephrem I. (-1051), Bischof von Kiew
- Ioakim - Ioakim Korsunianin (-nach 989), Bischof von Nowgorod
- Iwan (Ioann) - Johannes I. ( -1035), Bischof von Kiew
- Michail (Michael) - Michail I. ( -991), Bischof von Kiew
- Moissej - Moses von Kiew (12. Jhd.), Rabbiner

## Lateinische Herkunft
- Kosnjatin - Kosnjatin Dobrynitsch (um 1018/19), Statthalter von Nowgorod